# Флавий Боноз
Флавий Боноз (или Бонос, лат. Flavius Bonosus) — государственный деятель Римской империи первой половины IV века, консул 344 года.

## Биография
Возможно, до своего консулата был военным магистром на Западе. В 344 году он был назначен консулом вместе с Домицием Леонтием. Боноз был признан, однако, только на Западе и только до апреля-мая. В фастах, всех источниках с востока империи и в западных, начиная с июня 344 года в качестве ординарного консула вместе с Леонтием упоминается Юлий Саллюстий. Почему Боноз не был признан на Востоке и смещен с должности на Западе абсолютно не ясно.
Разночтения в исторических источниках породили три мнения насчет личности консула 344 года:
1. Боноз и Саллюстий — одно и то же лицо — Флавий Саллюстий Боноз[1].
2. Боноз и Саллюстий — два магистра армии, получившие консульский титул один за другим[2].
3. Саллюстий — магистр пехоты, Боноз — не поддающийся идентификации тезка магистра конницы Боноза[3].

Возможно, в 347 году он был военным магистром при императоре Констанции (известен его магистр с именем Боноз), однако смещение с должности ординарного консула обычно означало конец всякой карьеры и damnatio memoriae, так что, вероятно, магистра Констанция не стоит отождествлять с консулом 344 года.